# Harald Stormoen
Harald Stormoen (8 de septiembre de 1872 14 de noviembre de 1937) fue un actor y director teatral noruego, uno de los más importantes de la época en su país. Fue también escritor de textos de humor que vieron la luz en la publicación Humør.

## Biografía
Nacido en Nord-Odal, Noruega, Stormoen era medio hermano de Hans Stormoen. Se inició en 1896 actuando para la compañía teatral noruega de Harald Otto interpretando en los Estados Unidos el papel de Seladon Andrisen en la obra Storken, de Hans Aanrud. En el Centralteatret consolidó su posición como excelente actor de carácter, haciendo papeles como los de Engstrand en la pieza de Henrik Ibsen Espectros, y Ressman en la de Gunnar Heiberg Balkongen. 
Stormoen actuó en el Teatro nacional de Oslo en 1899–1918, 1921–1928 y 1935–1937. En el Det Nye Teater, entre los años 1928 y 1935, fue el artista central, consiguiendo llegar a lo más alto de su carrera representando obras como la de Gerhart Hauptmann Før solnedgang o la de Leonid Andréiev Tanken.
Con gran repertorio de Ibsen, frecuentó la interpretación de personajes mayores en obras contemporáneas, y abarcó desde papeles con humor, como el de Lundestad en la pieza de Ibsen De unges forbund, hasta los trágicos, como el capitán en la de August Strindberg Dødsdansen.
Harald Stormoen falleció en Oslo, Noruega, en el año 1937. Se había casado dos veces, la primera con Inga Bjørnson y la segunda con Alfhild Stormoen.

## Filmografía
- 1926 : Glomdalsbruden
- 1927 : Troll-elgen
- 1932 : Prinsessen som ingen kunne målbinde
- 1932 : En glad gutt

## Premios y distinciones
Harald Stormoen fue nombrado en 1932 caballero de primera clase de la Orden de San Olaf